# Alpheus Felch
Alpheus Felch (Limerick, 1804. szeptember 28. – Ann Arbor, 1896. június 13.) az Amerikai Egyesült Államok szenátora (Michigan, 1847–1853).